# Церница (Гацко)
Церница је насељено мјесто у општини Гацко, Република Српска, БиХ. Према попису становништва из 1991. у насељу је живјело 82 становника.

## Географија
Налази се у Церничком пољу.

## Историја
Пошто су Турци освојили Церницу, поставили су у њој 1473. свога субашу. Више Цернице налазио се град Кључ, из којег се могло лако контролисати знататан дио трговачког пута Херцеговине (Дубровник—Гацко—Чемерно—Фоча). Церница се развила у малу варошицу, о којој је нешто података дао османлијски путописац Елвија Челебија. Поред Кључа, церничком кадилуку припадао је једно вријеме и град Клубук. Церници је припадала и нахија Пива. Средином XIX вијека, кадилук је из Цернице пренесен у Гацко.

## Становништво
| Демографија | Демографија | Демографија |
| Година      | Становника  | Становника  |
| ----------- | ----------- | ----------- |
| 1948.       | 270         |             |
| 1953.       | 276         |             |
| 1961.       | 231         |             |
| 1971.       | 145         |             |
| 1981.       | 110         |             |
| 1991.       | 82          |             |